# The Kid Laroi
Charlton Kenneth Jeffrey Howard (* 17. srpna 2003 Waterloo, Nový Jižní Wales), profesionálně známý jako Kid Laroi (stylizováno jako The Kid LAROI), je australský rapper, zpěvák, písničkář a producent nahrávek. Pochází z jednoho z mnoha domorodých australských národů z Kamilaroi, ze kterého odvodil své umělecké jméno „Laroi“. Narodil se ve Waterloo v Novém Jižním Walesu a původně získal popularitu díky svému spojení a přátelství se zesnulým rapperem Juice Wrldem, který ho mentoroval, když byl na turné v Austrálii. Získal místní příznivce a podepsal dohodu s nahrávací společností Lila Bibbyho Grade A Productions, u které byl podepsán také Juice Wrld, a později podepsal dohodu s Columbia Records.
Mezinárodní pozornost získal svou písní Let Her Go a další popularity dosáhl svou písní Go s Juice Wrldem, která dosáhla 52. příčky na Billboard Hot 100. Jeho debutový mixtape F*ck Love z roku 2020 dosáhl první pozice na australských žebříčcích ARIA, což z něj činí nejmladšího australského sólového umělce, který kdy dosáhl vrcholu, a také dosáhl první pozice na americkém Billboard 200. Singly Without You, který byl později vydán také jako remix s Miley Cyrus, a Stay s Justinem Biebrem se navíc dostaly do první desítky žebříčku Billboard Hot 100.

## Diskografie
Studiová alba
- The First Time (2023)